# Antōnīs Paragyios
Antōnīs Paragyios (in greco Αντώνης Παραγυιός?; Menetés, 15 agosto 1929 – Atene, 28 novembre 2023) è stato un calciatore greco, di ruolo difensore.

## Biografia
Paragyios iniziò la sua carriera calcistica nel 1943 al Posidon Glyfada. Nel 1948, all'età di 19 anni, fu ingaggiato dall'AEK Atene, squadra con cui rimase anche negli anni seguenti. Con l'AEK raggiunse le 125 presenze in partite ufficiali: 90 nel Campionato di Atene, 8 nel Campionato Panellenico e 27 in Coppa.  Vinse tre Coppe e una Lega FCA di Atene nel 1950.
Fece parte della nazionale greca, con due apparizioni nel 1950 e nel 1951. In entrambe le occasioni gli ellenici persero 0-1 contro la Francia: la prima volta allo stadio Leoforos Alexandras, la seconda nell'amichevole allo Stade Vélodrome.
Un grave infortunio al ginocchio lo costrinse a concludere la carriera nel 1957, a soli 28 anni.
Morì la mattina del 28 novembre 2023, all'età di 94 anni. Era il più anziano ex giocatore vivente dell'AEK Atene.